# Université Claude-Bernard-Lyon-I
Université Claude-Bernard-Lyon-I jedno je od tri javna sveučilišta u Lyonu u Francuskoj.

## Povijest
Ime je dobio po francuskom fiziologu Claude Bernard i specijaliziran je za znanost i tehnologiju, medicinu i sportsku znanost. Osnovan je 1971. spajanjem "Faculty of Science in Lyon" s "Faculty of Medicine".
Glavni administrativni, nastavni i istraživački objekti nalaze se u Villeurbanneu, a ostali kampusi se nalaze u Gerlandu, Rockefelleru i Laennecu, u 8. arondismanu Lyona. Sveučilištu su pripojeni Hospices Civils de Lyon, uključujući Centre Hospitalier Lyon-Sud, koja je najveća sveučilišna bolnica u regiji Rona-Alpe i druga po veličini u Francuskoj.
Sveučilište je neovisno od siječnja 2009. U 2020. upravljalo je godišnjim proračunom od preko 420 milijuna eura i imalo 2857 nastavnika.

## Poznati maturanti
- Zijad Duraković, akademik, profesor medicine

## Vanjske poveznice
- Université Claude-Bernard-Lyon-I